# Џејмс Вислер
Џејмс Вислер (енгл. James Whistler) измишљени је лик из америчке ТВ серије Бекство из затвора. Његов ли тумачи Крис Венс. Џејмс Вислер, у серији такође познат као Гари Милер или Макфаден, појављује се у серији први пут у првој епизоди треће сезоне. Џејмс Вислер је осуђен за убиство сина градоначелника Панаме. Своју казну служио је у Сони док није побегао, после чега је убијен на почетку четврте сезоне.